# 洞院公連
洞院公連（とういん きんつら）は、室町から戦国時代にかけての公卿。西園寺実遠の次男。洞院公数後に断絶した洞院家を継承。官位は正三位・左近衛中将。

## 経歴
文明8年(1476年)、正二位・前権大納言洞院公数が出家し、洞院実雄以来の洞院家は断絶した。数年後、公連が洞院家の本家・西園寺家の当主西園寺実遠の次男として、断絶した洞院家を継承。延徳2年(1490年)に左近衛中将の官職で従三位に叙され公卿となった。明応4年には正三位に昇叙するも、その後は官職・位階ともに停滞。文亀元年(1501年)4月に出家し、洞院家は再び断絶した。甘露寺親長編修の『洞院系図』は「左府西園寺申請相續之儀、續一流云々、有名無實歟」と評し、実遠の申請による公連の継承を、正三位・左中将止まりの事績では「洞院家相続は形骸化していた」と分析している。

## 官歴
◌主に『公卿補任』を参考とした。日付は旧暦による。
- 延徳2年
  - 1月7日：叙従三位、左中将如元
- 明応4年
  - 1月5日：叙正三位
- 文亀1年
  - 4月某日：出家

## 系譜
- 父：西園寺実遠
- 母：不詳